# 休倫鎮區 (愛荷華州德梅因縣)
休倫鎮區（英語：Huron Township）是位於美國愛荷華州德梅因縣的一個行政鎮區。

## 地方資料
根據2010年美國人口普查的數據，休倫鎮區的面積為127.20平方千米，當中陸地面積為119.67平方千米，而水域面積為8.53平方千米。當地共有人口329人，而人口密度為每平方千米2.59人。